# Пылтсамааский район
Пы́лтсамааский район — административно-территориальная единица в составе Эстонской ССР, существовавшая в 1950—1962 годах. Центр — Пылтсамаа. Население по переписи 1959 года составляло 22,5 тыс. чел. Площадь района в 1955 году составляла 1406,7 км².

## История
Пылтсамааский район был образован в 1950 году, когда уездное деление в Эстонской ССР было заменено районным. В 1952 году район был включён в состав Тартуской области, но уже в апреле 1953 года в результате упразднения областей в Эстонской ССР район был возвращён в республиканское подчинение.
В 1962 году Пылтсамааский район был упразднён.

## Административное деление
В 1955 году район включал 1 город (Пылтсамаа) и 9 сельсоветов: Аниквереский (центр — Выхма), Колга-Яаниский, Лалсиский, Лустивереский, Паюзиский (центр — Калана), Пуурманиский, Пылтсамаский (центр — Мыхккюла), Пяйнурмеский, Яревереский.